# Nasdaq Canada
Nasdaq Canada ist eine hundertprozentige Tochtergesellschaft der Nasdaq Stock Market Inc. und wurde gegründet, um die nordamerikanische Handelsplattform von Nasdaq in Kanada zu erweitern. Nasdaq Canada soll kanadischen Anlegern den sofortigen Handelszugang (einschließlich Echtzeitverfügbarkeit aller relevanten Daten) zu allen Nasdaq-Wertpapieren und -Emittenten ermöglichen und ihnen so eine effizientere Kapitalbeschaffung ermöglichen. Nasdaq Canada wird gemeinsam von der NASDR und der Québec Securities Commission (CVMQ) reguliert.

## Geschichte
Nasdaq Canada nahm seinen Betrieb mit der Eröffnung seines Büros in Montreal, Quebec, Kanada, am 21. November 2000 auf. In der ersten Phase der Entwicklung von Nasdaq Canada wurden die Handelsaktivitäten zunächst mit der Installation von Nasdaq-Arbeitsstationen und -Terminals bei 10 teilnehmenden kanadischen Wertpapierfirmen in Montreal aufgenommen. Die ersten zehn kanadischen Brokerhäuser, die an der Nasdaq Canada teilnahmen, sind:
- BMO Nesbitt Burns,
- Canaccord Capital,
- Capital Casgrain & Company,
- CIBC WorldMarkets Corp.,
- Mouvement Desjardins,
- NBC International, Inc. (USA),
- Pictet Overseas,
- Scotia Capital Markets,
- TD Securities,
- Yorkton Capital (USA)

Dadurch konnten diese Unternehmen die 5.000 an der Nasdaq notierten Unternehmen direkt über ihren lokalen Broker handeln, darunter auch die 42 kanadischen Unternehmen, die zuvor ausschließlich an der Nasdaq US notiert waren. Im Dezember 2000 waren 146 kanadische Unternehmen an der Nasdaq notiert.
Helen Kearns war die erste Präsidentin der Nasdaq Canada. Im Juli 2004 gab die Nasdaq die Schließung ihres einzigen Büros in Montreal bekannt. Die Geschäfte der Nasdaq Canada werden nun von New York City aus geführt.

## Indizes
Der Nasdaq Canada Index wurde zeitgleich mit dem Nasdaq Canada geschaffen und repräsentiert etablierte Notierungen an der Toronto Stock Exchange, mit zusätzlichen Faktoren zur Marktkapitalisierung. Der Nasdaq Canada Index bestand ursprünglich aus 61 Unternehmen und umfasste im Juli 2022 330 Unternehmen. Das Tickersymbol dieses Index lautet NQCA.